# Graham Roberts
Graham Paul Roberts (* 3. Juli 1959 in Southampton) ist ein ehemaliger englischer Fußballspieler.

## Karriere

### Vereinskarriere als Spieler
Roberts wuchs in Southampton auf und trat als Schüler dem lokalen Fußballverein Southampton FC bei. Im März 1977 wurde er an den FC Portsmouth abgegeben. Von dort wechselte er Anfang Juli 1978 zu Dorchester Town. Ein Jahr später schloss er sich dem FC Weymouth an. Zu Beginn der Saison 1980/81 gelang ihm der Sprung in die First Division, damals noch höchste englische Spielklasse, zu Tottenham Hotspur.
Roberts gewann mit der Mannschaft von Tottenham zweimal den englischen FA Cup (1981 und 1982). Im Finale des FA-Cups 1981 gegen Manchester City verlor Roberts durch einen versehentlichen Zusammenprall mit einem Mitspieler zwei Zähne. Roberts spielte trotzdem weiter und erwarb sich damit den Ruf als einer der härtesten Spieler, die je für Tottenham gespielt haben. In der Saison 1983/84 gewann Roberts mit den Spurs den UEFA-Cup. Roberts lief am 23. Mai 1984 im Rückspiel gegen den RSC Anderlecht als Kapitän auf und erzielte in der 84. Minute den wichtigen Ausgleich zum 1 : 1, der nach dem 1 : 1 im Hinspiel die Verlängerung bedeutete. Tottenham gewann nach torloser Verlängerung im Elfmeterschießen. Roberts trat dabei als erster Schütze an und traf. In der First Division spielte Roberts von 1980 bis 1986 insgesamt 209-mal für Tottenham und erzielte dabei 23 Tore.
1986 wechselte der Engländer für eine Ablösesumme von 450.000 Pfund nach Schottland zu den Glasgow Rangers. Mit den Rangers gewann er auf Anhieb die schottische Meisterschaft und zudem den schottischen Ligapokal (Scottish League Cup) ein Jahr später. Nach einer Niederlage gegen FC Aberdeen im April 1988 kritisierte Roberts den damaligen Rangers-Trainer Graeme Souness öffentlich und wurde zur Strafe für den Rest der Saison aus dem Kader der ersten Mannschaft gestrichen.
Im August 1988 wechselte der Verteidiger zum damaligen Zweitligisten FC Chelsea. Auch dieses Mal soll beim Wechsel eine Summe von 450.000 Pfund geflossen sein. Am Ende der Saison 1988/89 stieg er als Meister mit den Blues aus der Second Division (damals zweithöchste Spielklasse) in die erste englische Spielklasse auf. Roberts trug als Kapitän, Stammspieler und sicherer Elfmeterschütze zum erfolgreichen Wiederaufstieg Chelseas bei. Nach erfolgreichem Start in die Erstligasaison ließen die Leistungen Roberts im Laufe der Saison 1989/90 nach und es kam zudem zu Konflikten mit Mitspielern, sodass Chelsea entschied, ihn am Ende der Saison abzugeben.
Roberts wechselte in die zweite Liga zu West Bromwich Albion. In seiner ersten Saison dort stieg Roberts mit der Mannschaft in die dritte Liga ab. Roberts spielte zwei Jahre bis 1992 bei Albion. In den darauffolgenden Jahren spielte er noch bei verschiedenen Vereinen in unteren Ligen, häufig als Spielertrainer. 1999 beendete er seine Karriere als Spieler endgültig.

### Nationalmannschaft
International spielte Roberts von Mai 1983 bis Juni 1984 sechsmal für die englische Fußballnationalmannschaft, jeweils in Freundschaftsspielen über die volle Spielzeit.

### Karriere als Trainer
Nachdem Roberts von 1992 zwar in unteren Ligen als Trainer tätig war, aber zunächst als Trainer den Sprung in den Profifußball nicht schaffte, machte er ab 2003 für zwei Jahre eine Pause und ging nach Spanien.
Im Sommer 2005 bekam Roberts einen Vertrag als Trainer beim Clyde FC, der damals in der Scottish Championship, der zweithöchsten schottischen Liga, spielte. Im Januar 2006 gelang ihm mit seiner Mannschaft ein überraschender Sieg im Scottish FA Cup gegen den Titelverteidiger Celtic Glasgow, das erstmals mit Roy Keane antrat. Schon wenige Monate später wurde Roberts aber bei Clyde entlassen. Ihm wurden rassistische und antisemitische Äußerungen auf einer Kanada-Tournee vorgeworfen. Roberts bestritt diese Vorwürfe und setzte sich juristisch zur Wehr. Er gewann den Prozess wegen ungerechtfertigter Entlassung. Ihm wurden 32 000 Pfund Entschädigung zugesprochen.
Trotzdem arbeitete Roberts nach diesem Vorfall nicht mehr als Vereinstrainer und legte die Trainertätigkeit in den nächsten vier Jahren ganz auf Eis. Im Herbst 2010 bekam er dann das Angebot die pakistanische Fußballnationalmannschaft 13 Wochen als neuer Nationaltrainer auf die Asienspielen 2010 in Guangzhou (China) vorzubereiten. Pakistan schied bei den Asienspielen bereits in der Gruppenphase aus. Nach eigenen Angaben erhielt er trotzdem das Angebot, seinen Vertrag um zwei Jahre zu verlängern, lehnte aber ab, da ihm das Leben in Pakistan zu gefährlich war.
Stattdessen übernahm Roberts ab Anfang 2011 das Training der Nationalmannschaft Nepals. Bei der Südasienmeisterschaft 2011 überstand er mit seiner Mannschaft die Gruppenphase und erreichte das Halbfinale. Im März 2012 lief sein Vertrag in Nepal aus. Nach eigener Aussage nutzte er die Möglichkeit der Verlängerung nicht. Seither ist kein Trainerjob Roberts mehr bekannt. 

## Erfolge
- 2 × englischer FA-Cup-Sieger mit Tottenham Hotspur (1980/81, 1981/82)
- 1 × UEFA-Pokal mit Tottenham Hotspur (1983/84)
- 1 × schottischer Meister mit den Glasgow Rangers (1986/87)
- 1 × Scottish League Cup mit den Glasgow Rangers (1987/88)